# Сэрмашу
Сэрмашу (рум. Sărmașu) — город в Румынии в составе жудеца Муреш.

## История
Деревня упоминается в документах начиная с 1329 года. В 1910 году в её окрестностях началась добыча природного газа.
В 2003 году коммуна Сэрмашу получила статус города.

## Известные уроженцы
- Овидиу Юлиу Молдован (1942—2008) — румынский актёр театра, кино, радио и телевидения.